# Московское объединение избирателей
Московское объединение избирателей (МОИ) — федерация московских клубов избирателей демократической ориентации, существовавшая в 1989-91 гг.

## Участие в выборах
МОИ принимало активное участие в выборах народных депутатов СССР 1989 года и выборах народных депутатов РСФСР 1990 года. Фактически, его создание связано именно с выборами Народных депутатов СССР 1989 года. МОИ активно внедрялось в избирательные комиссии на этапе их формирования. Во многом основу МОИ составили члены Московского народного фронта. В целом, стоит отметить, что МОИ изначально воспринимался как менее политизированная, чем МНФ организация. Во время выборов 1989 года, большинство активистов Московского народного фронта (МНФ) добровольно распределились по различным избирательным округам Москвы для поиска демократически настроенных и оппозиционных режиму кандидатов в депутаты и помощи им в избирательной кампании. Отдельные члены руководства МНФ сами стали кандидатами в депутаты. Члены «Мемориала» также сыграли немаловажную роль в деятельности МОИ.
Есть основания также говорить о МОИ как о первой протопартии в СССР. Как отмечает В. О. Боксер: «МОИ надолго стал центром кристаллизации инициативы по созданию какой-то всероссийской организации … Стали складываться связи по регионам. Большую роль сыграло то, что многие приехавшие из регионов депутаты имели группы поддержки. Там, ведь, тоже шли такие же процессы, как в Москве».  По мнению Евгения Савостьянова,  основными фигурами  Московского объединения избирателей были Владимир Боксер, Ирина Боганцева, Вера Кригер, Лев Пономарёв, Михаил Шнейдер и Глеб Якунин.
МОИ сыграло также важную роль в процессе выборов в Москве 1990 года (российских выборов и выборов в Моссовет).
На состояние лета 1989 в оргкомитете Московского объединения избирателей были представлены районные группы поддержки кандидатов (или группы, боровшиеся за бойкот выборов). Среди них наиболее мощные: объединение «Народовластие» Черемушкинского района (округ Станкевича) и «Демократические выборы» г. Зеленограда. Здесь же были представлены производственные структуры: «Комитет 19» (первоначально объединял 19 предприятий, выдвинувших на выборах Ельцина, позднее к нему присоединились и клубы избирателей других предприятий, в нём преобладают предприятия и институты оборонных отраслей) и клуб избирателей АН СССР (тесно связан с Московским Союзом учёных, на его базе действует группа поддержки Межрегиональной депутатской группы).

## Численность
Точную численность МОИ установить, видимо, невозможно, но речь идет о тысячах людей. Следует учесть, что в МОИ и особенно в её руководящих структурах состояло много членов других политических организаций, решивших, что лишь использование этого инструмента во время выборов даст шанс на победу в масштабах Москвы.

## Уличные акции
МОИ являлось соорганизатором, а иногда и главным организатором крупных уличных акциях в Москве 1989—1991-х гг. Один из активных деятелей МОИ Владимир Боксер замечал, что «МОИ организовало все московские митинги и демонстрации второй половины 1989 и 1990 года. Все предыдущие организации из серии Московского народного фронта, Клуба избирателей Академии наук, и т. п. не смогли выдержать конкуренцию и ушли на задний план».